# Sejak: Mê hoặc quân vương
Sejak: Mê hoặc quân vương (tiếng Hàn: 세작, 매혹된 자들) là một bộ phim truyền hình Hàn Quốc có sự tham gia của Jo Jung-suk, Shin Se-kyung và Lee Shin-young. Phim được phát sóng trên tvN từ ngày 21 tháng 1 năm 2024 (KST), có sẵn để phát trực tuyến trên TVING ở Hàn Quốc và trên Netflix ở một số khu vực được chọn.